# Hendeola woodwardi
Hendeola woodwardi är en spindeldjursart som beskrevs av Forster 1954. Hendeola woodwardi ingår i släktet Hendeola och familjen Triaenonychidae. Inga underarter finns listade i Catalogue of Life.